# Beugnon-Thireuil
Beugnon-Thireuil is een fusiegemeente (commune nouvelle) in het Franse departement Deux-Sèvres (regio Nouvelle-Aquitaine). De plaats maakt deel uit van het arrondissement Parthenay. Beugnon-Thireuil is op 1 januari 2019 ontstaan door de fusie van de gemeenten Le Beugnon en La Chapelle-Thireuil. Beugnon-Thireuil telde op 1 januari 2022 736 inwoners.

## Geografie
La Chapelle-Thireuil ligt op de westelijke oever van de Saumont, Le Beugnon op de oostelijke oever.

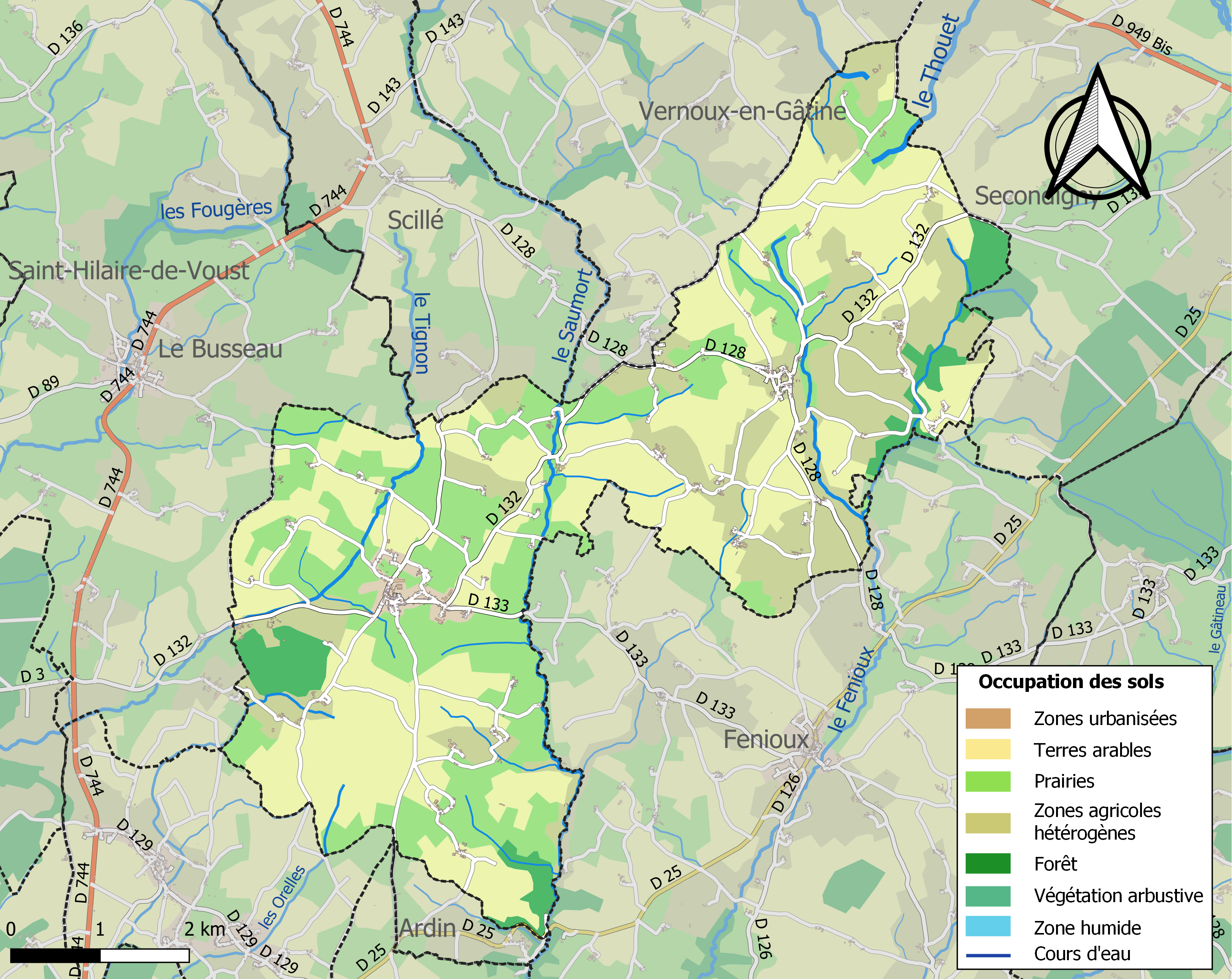
Kaart van de gemeente met de belangrijkste infrastructuur, bodemgebruik en omliggende gemeenten

## Demografie
Onderstaande figuur toont het verloop van het inwonertal (bron: INSEE-tellingen).
Beugnon-Thireuil telde in 2017 726 inwoners.